# Premi Oscar 1934
La 6ª edizione della cerimonia di premiazione dei Premi Oscar si è tenuta il 16 marzo 1934 al Fiesta Room dell'Hotel Ambassador di Los Angeles. Il conduttore della serata è stato l'attore statunitense Will Rogers.

## Vincitori e candidati
Vengono di seguito indicati in grassetto i vincitori. Ove ricorrente e disponibile, viene indicato il titolo in lingua italiana e quello in lingua originale tra parentesi.

### Miglior film
- Cavalcata (Cavalcade), regia di Frank Lloyd
- Addio alle armi (A Farewell to Arms), regia di Frank Borzage
- Catene (Smilin' Through), regia di Sidney Franklin
- Io sono un evaso (I Am a Fugitive from a Chain Gang), regia di Mervyn LeRoy
- Lady Lou (She Done Him Wrong), regia di Lowell Sherman
- Montagne russe (State Fair), regia di Henry King
- Piccole donne (Little Women), regia di George Cukor
- Quarantaduesima strada (42nd Street), regia di Lloyd Bacon
- Le sei mogli di Enrico VIII (The Private Life of Henry VIII), regia di Alexander Korda
- Signora per un giorno (Lady for a Day), regia di Frank Capra

### Miglior regia
- Frank Lloyd - Cavalcata (Cavalcade)
- Frank Capra - Signora per un giorno (Lady for a Day)
- George Cukor - Piccole donne (Little Women)

### Miglior attore
- Charles Laughton - Le sei mogli di Enrico VIII (The Private Life of Henry VIII)
- Leslie Howard - La strana realtà di Peter Standish (Berkeley Square)
- Paul Muni - Io sono un evaso (I Am a Fugitive from a Chain Gang)

### Migliore attrice
- Katharine Hepburn - La gloria del mattino (Morning Glory)
- May Robson - Signora per un giorno (Lady for a Day)
- Diana Wynyard - Cavalcata (Cavalcade)

### Miglior sceneggiatura
- Victor Heerman e Sarah Y. Mason - Piccole donne (Little Women)
- Robert Riskin - Signora per un giorno (Lady for a Day)
- Paul Green e Sonya Levien - Montagne russe (State Fair)

### Miglior soggetto originale
- Robert Lord - Amanti senza domani (One Way Passage)
- Frances Marion - L'idolo delle donne (The Prizefighter and the Lady)
- Charles MacArthur - Rasputin e l'imperatrice (Rasputin and the Empress)

### Miglior fotografia
- Charles Bryant Lang Jr. - Addio alle armi (A Farewell to Arms)
- George J. Folsey - Notturno viennese (Reunion in Vienna)
- Karl Struss - Il segno della croce (The Sign of the Cross)

### Miglior scenografia
- William S. Darling - Cavalcata (Cavalcade)
- Hans Dreier e Roland Anderson - Addio alle armi (A Farewell to Arms)
- Cedric Gibbons - When Ladies Meet (When Ladies Meet)

### Miglior sonoro
- Franklin B. Hansen e Paramount Studio Sound Department - Addio alle armi (A Farewell to Arms)
- Nathan Levinson e Warner Bros. - First National Studio Sound Department - Io sono un evaso (I Am a Fugitive from a Chain Gang)
- Nathan Levinson e Warner Bros. - First National Studio Sound Department - La danza delle luci (Gold Diggers of 1933)
- Nathan Levinson e Warner Bros. - First National Studio Sound Department - Quarantaduesima strada (42nd Street)

### Migliore aiuto regia
- Charles Barton - (Paramount) (ex aequo)
- Scott Beal - (Universal) (ex aequo)
- Charles Dorian - (Metro-Goldwyn-Mayer) (ex aequo)
- Fred Fox - (United Artists) (ex aequo)
- Gordon Hollingshead - (Warner Bros.) (ex aequo)
- Dewey Starkey - (RKO Radio) (ex aequo)
- William Tummel - (Fox) (ex aequo)
- Al Alborn - (Warner Bros.)
- Sidney S. Brod - (Paramount)
- Bunny Dull - (Metro-Goldwyn-Mayer)
- Percy Ikerd - (Fox)
- Arthur Jacobson - (Paramount)
- Eddie Killey - (RKO Radio)
- Joe McDonough - (Universal)
- W. J. Reiter - (Universal)
- Frank X. Shaw - (Warner Bros.)
- Benjamin Silvey - (United Artists)
- John S. Waters - (Metro-Goldwyn-Mayer)

### Miglior cortometraggio commedia
- So This Is Harris, regia di Mark Sandrich
- A Preferred List
- Mister Mugg, regia di James W. Horne

### Miglior cortometraggio novità
- Krakatoa
- Menu, regia di Nick Grinde
- Morze, regia di Wanda Jakubowska, Stanislaw Wohl e Jerzy Zarzycki

### Miglior cortometraggio d'animazione
- I tre porcellini (Three Little Pigs), regia di Burt Gillett
- Topolino costruttore (Building a Building), regia di David Hand
- The Merry Old Soul, regia di Walter Lantz e William Nolan